# Argyrostrotis obsoleta
Argyrostrotis obsoleta är en fjärilsart som beskrevs av Augustus Radcliffe Grote 1876. Argyrostrotis obsoleta ingår i släktet Argyrostrotis och familjen nattflyn. Inga underarter finns listade i Catalogue of Life.